# Carbacephem

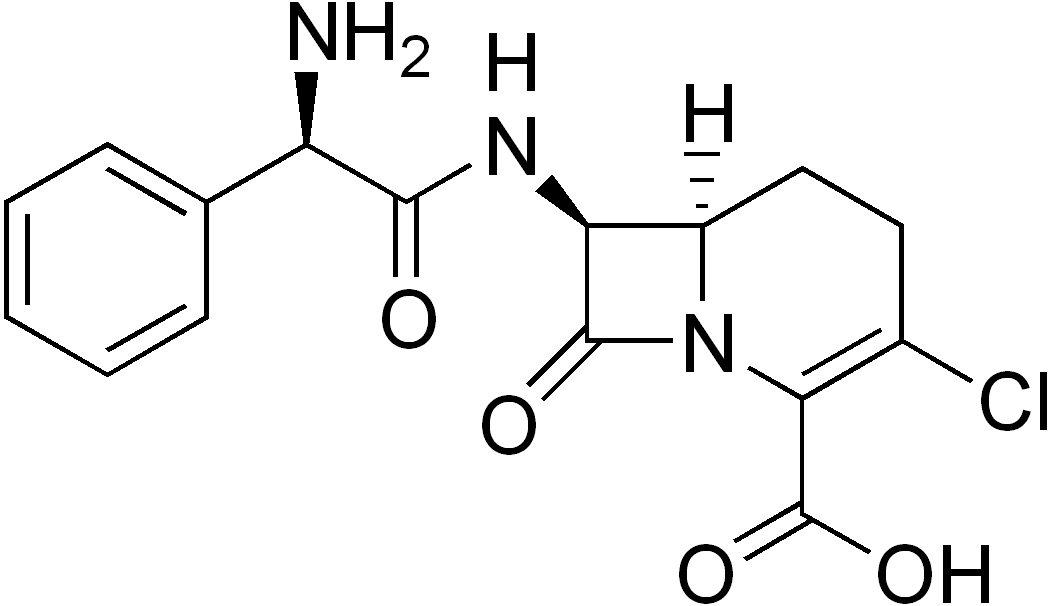
Loracarbef, một carbacephem

Carbacephem là một nhóm kháng sinh tổng hợp, dựa trên cấu trúc của cephalosporin, một cephem. Carbacephem tương tự như cephem, nhưng với carbon thay thế cho lưu huỳnh.
Nó ngăn chặn sự phân chia tế bào vi khuẩn bằng cách ức chế tổng hợp thành tế bào.